# ВАЗ-2111
ВАЗ-2111 / Lada 111 — передньопривідний універсал Волжського автомобільного заводу, на базі ВАЗ-2110. Випускається з кінця 1998 року. У лютому 2009 року АВТОВАЗ оголосив про припинення випуску цієї моделі, проте на Черкаському заводі «Богдан» дана модель ще випускатиметься, але в дещо зміненому вигляді і називається Богдан-2111.
Об'єм багажного відсіку (при загальній вантажопідйомності 500 кг) змінюється від 490 до 1420 л. Це можливо завдяки тому, що задні сидіння при необхідності можна скласти так, щоб отримати рівну горизонтальну підлогу, а спинку, можна розкласти в співвідношенні 1:2, і тоді зручно перевозити і громіздкі й вантажі, і пасажирів. Додатково можна розмістити 50 кг вантажу на багажнику даху.

## Двигуни

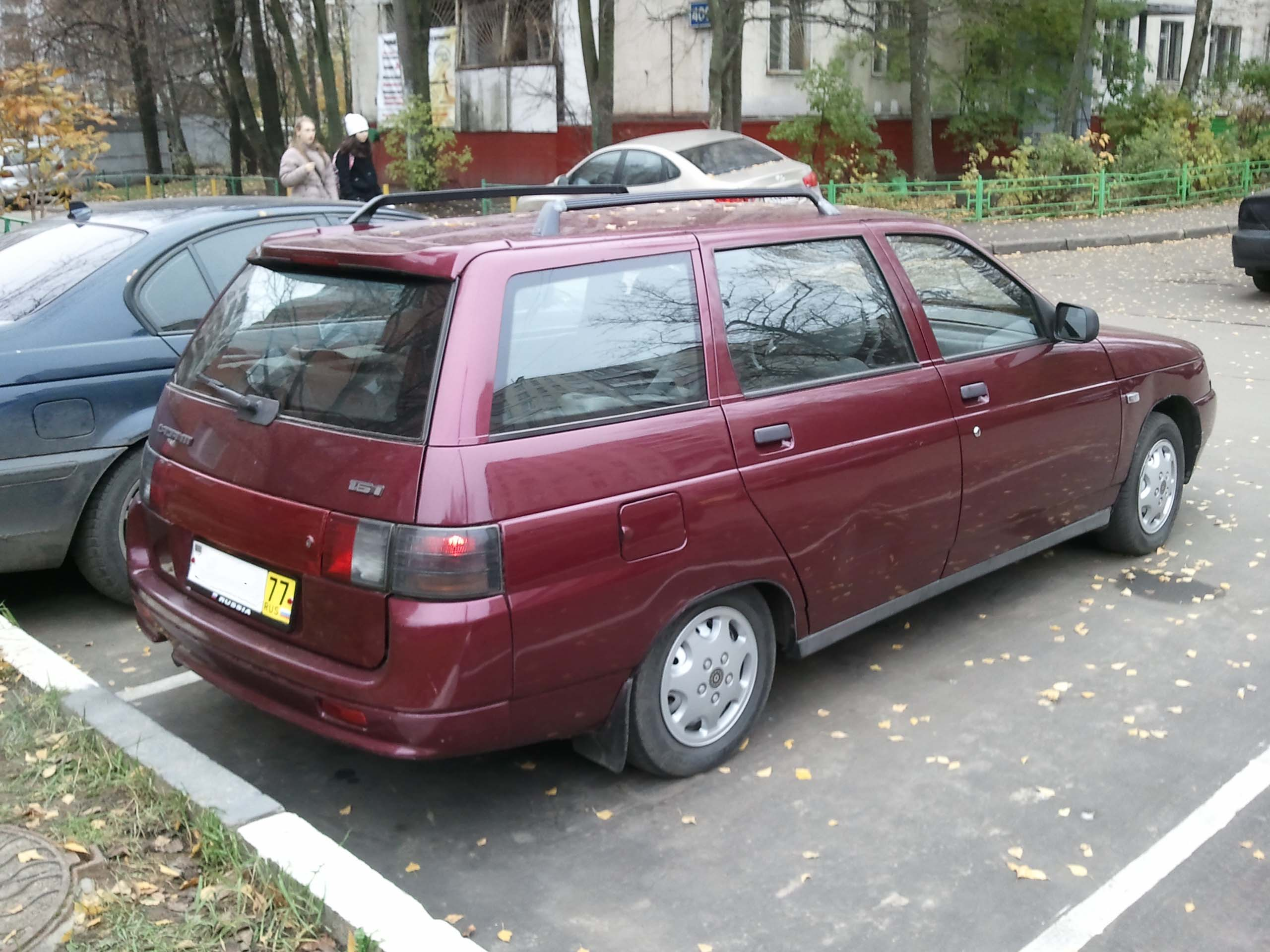
ВАЗ-21112

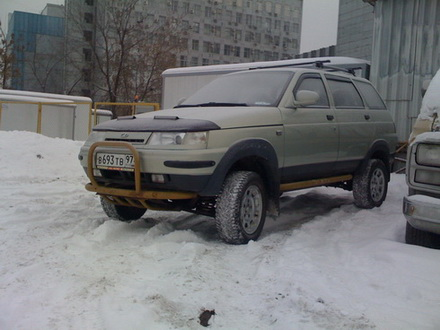
Lada 111-90 Tarzan-2

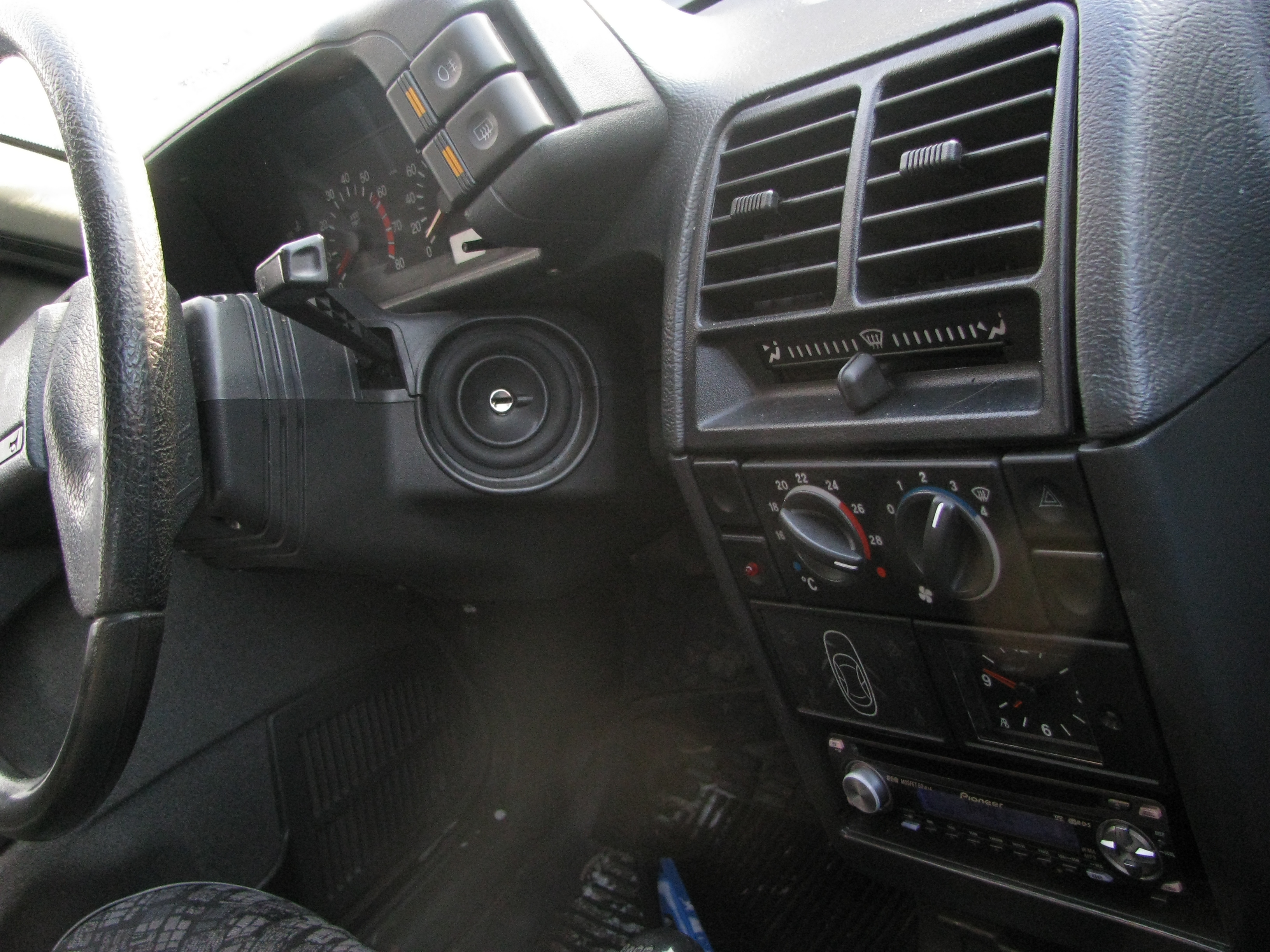

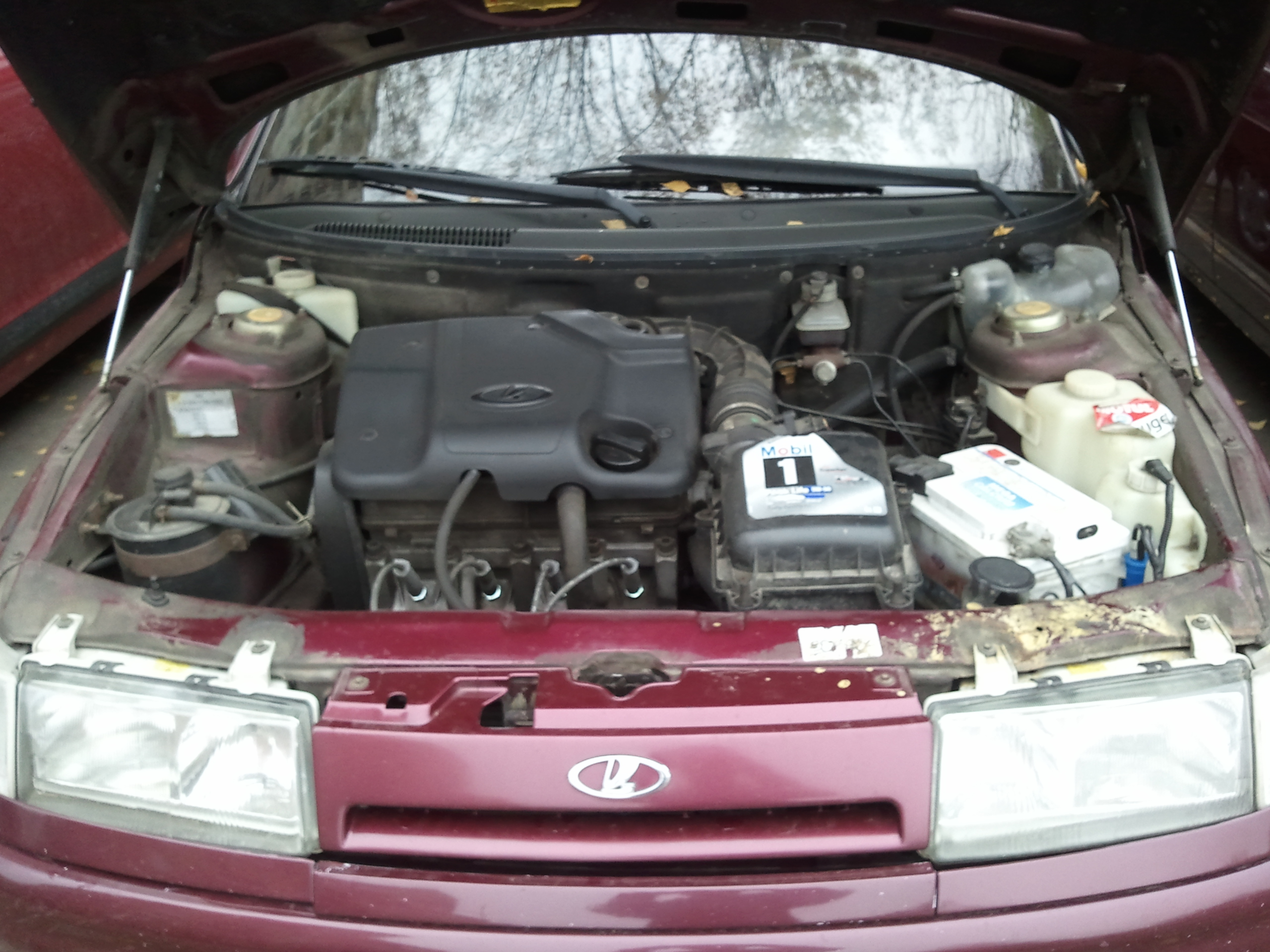
Двигун ВАЗ-21112

Двигун на цьому автомобілі може застосовуватися один з двох варіантів: з електронним керованим багатоточковим вприскуванням (на кожен циліндр своя форсунка) і електронною системою запалення. Двигун робочим об'ємом 1,5 л, з 8 клапанами забезпечує 56 кВт потужності і 118 Нм моменту при помірній витраті палива. Двигун робочим об'ємом 1,5 л, з 16 клапанами, двохвальною головкою циліндрів, що забезпечує підвищені показники по потужності (69 кВт) і моменту (130 Нм), що дозволяють мати автомобілю покращувані динамічні якості. Всі універсали оснащені "короткою" головною парою (3,9 замість 3,7 у ВАЗ-2110). При збільшеній на 20 кг повній масі плавність ходу в порівнянні з седаном навіть зросла.
ВАЗ-2111 випускається в трьох модифікаціях - базова 2111 з вприсковим мотором, 21111 з карбюраторним двигуном, і 21113 з шістнадцятиклапанним мотором і 14-ти дюймовими колесами. Базовий ВАЗ-2111 (седан ВАЗ-21102) з 1,5-літровим двигуном ВАЗ-2111; ВАЗ-21111 із звичайним 1,5-літровим двигуном ВАЗ-21083; ВАЗ-21113 з 16-клапанним силовим агрегатом ВАЗ-2112 і поліпшеними гальмами (аналог седана ВАЗ-21103).
Автомобіль ВАЗ-2111-90 "Тарзан 2" - повноприводний автомобіль, з колісною формулою 4x4. Силовий агрегат, трансмісія і ходова частина використані від ВАЗ-21213. "Тарзан 2" об'єднує в собі комфорт і зручність ВАЗ-2111 і прохідність автомобілів "Нива".
Передбачені наступні варіанти виконання - "стандарт" (ВАЗ-21110-00 і ВАЗ-21113-00), "норма" (ВАЗ-21110-01 і ВАЗ-21113-01) і "люкс" (ВАЗ-21110-02 і ВАЗ-21113-02).

## Модифікації
- LADA-21111 (ВАЗ-21111) — двигун робочим об'ємом 1,5 л з карбюратором;
- LADA-21110 (ВАЗ-21110) — 8-клапанний двигун робочим об'ємом 1,5л з розподіленим уприскуванням палива;
- LADA-21113 (ВАЗ-21113) — 16-клапанний двигун робочим об'ємом 1,5л з розподіленим уприскуванням палива;
- LADA-21112 (ВАЗ-21112) — 8-клапанний 1,6-літровий двигун 21114 з розподіленим уприскуванням палива потужністю 80 к.с.;
- LADA-21114 (ВАЗ-21114) — 16-клапанний 1,6-літровий двигун 21124 з розподіленим уприскуванням палива потужністю 89 к.с. i індивідуальними котушками запалювання на кожен циліндр.
- LADA-21116 (ВАЗ-21116-04) - 2,0-літровий двигун Opel C20XE потужністю 150 к.с., повний привід.
- ВАЗ 2111-90 «Тарзан 2»

## Богдан-2111

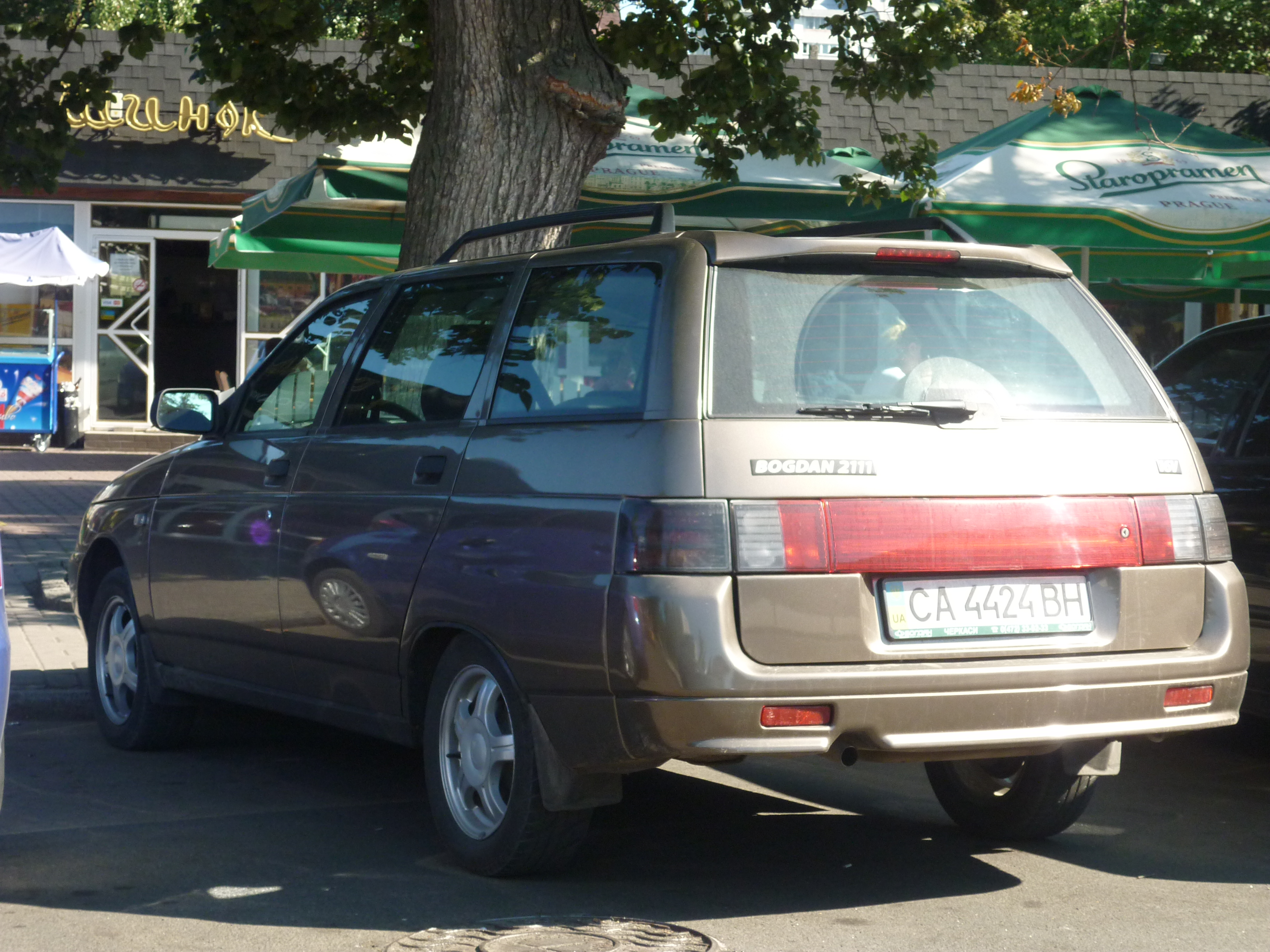
Богдан 2111

З 2009 року виробництво ВАЗ-2111 перенесли в Черкаси (Україна) на завод корпорації "Богдан", модель отримала назву Богдан-2111 (Bogdan 2111).
Bogdan 2110 оснащується 8-клапанним двигуном об'ємом 1,6 літра (80 к.с.) і 16-клапанним двигуном того ж об'єму (89 к.с.). У стандартне оснащення автомобіля входять передні електросклопідйомники і центральний замок, а за доплату пропонуються легкосплавні диски і протитуманні фари.

### Рестайлінг 2012
У 2012 році модель піддалася невеликому рестайлінгу. Від свого попередника рестайлінгова версія моделі Богдан-2111 відрізняється іншим переднім бампером, ґратами радіатора і деякими іншими деталями.

### Продажі Богдан-2111
| Рік                    | Продажі Богдан-2111 в Україні |
| ---------------------- | ----------------------------- |
| 2011                   | 270                           |
| 2012 (січень-листопад) | 728                           |